# Fürstenberská huť
Fürstenberská huť stojí na katastrálním území Nový Jáchymov v okrese Beroun ve Středočeském kraji. Tvoří industriální soubor památek, který byl zapsán do Ústředního seznamu kulturních památek ČR.

## Historie
Blízkost těžitelných ložisek železné rudy na Krušné Hoře a rozmach těžby i z větších hloubek bylo podnětem pro výstavbu železářského podniku, jehož zakladatelem byl kníže Jáchym Egon z Fürstenbergu, správce křivoklátského panství. Návrh výstavby vypracoval František Gerstner, ředitel pražské polytechniky, a František Nittinger, ředitel fürstenberské huti v Nižboru. Výstavba probíhala v letech 1810–1818 a bylo na ni vynaloženo 320 tisíc zlatých. Svým vybavením byly vrcholem éry feudálního dřevouhelného hutnictví, byly v té době nejmodernějšími a největšími železárnami v Evropě. Roční výroba byla stanovena na 920 t železa, v letech 1830–1835 jejich produkce činila 14 % z celkové produkce v Čechách. V roce 1865 zaujímaly druhé místo za železárnami v Kladně a v roce 1851 výroba dvou vysokých pecí byla 1 252 t surového železa a 1022 t šedé litiny. V roce 1832 byl poprvé v hutnictví použit parní stroj k pohonu dmychadel. V roce 1835 byly prováděny pokusy s ohřevem větru dmýchaného do vysokých pecí. Dřevouhelné vysoké pece omezovaly provoz v druhé polovině 19. století v důsledku hospodářské krize v letech 1863–1866. V roce 1872 železárny postihla velká povodeň a následná hospodářská krize urychlila odstavení vysokých pecí v roce 1877 a jejich zrušení v roce 1878. V Novém Jáchymově byla v roce 1967 ukončena těžba železné rudy. 

## Popis
Areál železáren byl situován v údolí podél levého břehu Habrovského potoka. Vytěžená železná ruda byla ze štoly na vrcholu údolí sypána na haldy, kde probíhalo přirozené zvětrávání a následně byla dopravována do údolí přímo do kryté budovy úpravny vsázky, která byla ve svahu v úrovni kychty. Vsázka rudy a dřevěného uhlí byla dopravena spojovacím mostem na kychtu dvou vysokých pecí, které měly jména Karel a Amálie. Vysoké pece postavené ve společné obezdívce pro omezení tepelných ztrát byly vysoké 12,5 m. Vzduch (vítr) byl vháněn do vysoké pece jednou formou z dřevěného truhlového Gerstnerova dmychadla, které bylo poháněno dvěma železnými vodními koly o průměru 7,5 m. V roce 1833 bylo zavedeno obyčejné dvojskříňové dmychadlo s regulátorem tlaku větru. V polovině třicátých let byly prováděny pokusy s válcovým litinovým dmychadlem s parním pohonem, dmychadlo vykonalo 27 zdvihů za minutu. Voda k pohonu vodních kol byla přiváděna jeden kilometr dlouhým náhonem ze tří výše vybudovaných rybníků.
Vyrobené železo bylo odléváno odpichem přímo v poli před pecí. Při společném odpichu bylo možné odlít výrobky o hmotnosti až pět tun. Výroba zahrnovala jak drobné odlity tak i objemově a váhově velké odlitky, včetně umělecké litiny. Ze sortimentu lze uvést např. drobné ozdobné prsteny, brože, kříže, psací soupravy, plastiky, reliéfní portréty, busty, kuchyňské nádobí, pomníky, sochy, náhrobky, kola, hřídele, mostní oblouky, kolejnice, roury, kamna atd., unikátní je 17 m vysoký pomník bitvy roku 1813 generála Colloredo-Mansfelda ve Varvažově.
Z původní železárny se dochovaly zbytky základů stupňovitě rozmístěných budov, vodní kanál s cihlovým přemostěním, správní budova čp. 1, kovárna čp. 68, struskové haldy a tří rybníky.
Před vstupem do štoly rudného dolu stojí přízemní budova se zamřížovaným vstupem. Na jedné straně vstupu je místnost cáchovny a na druhé je kaplička, prostory jsou klenuté. Budova má pultovou střechu s litinovou zvoničkou v podobě těžní věže (výrobek novojáchymovské železárny).